# Stuckenstein-Eichen
Die Stuckenstein-Eichen sind ein Naturschutzgebiet in der niedersächsischen Stadt Holzminden im Landkreis Holzminden.

## Allgemeines
Das Naturschutzgebiet mit dem Kennzeichen NSG HA 131 ist circa 20 Hektar groß. Das Gebiet steht seit dem 19. Mai 1988 unter Naturschutz. Zuständige untere Naturschutzbehörde ist der Landkreis Holzminden.

## Beschreibung
Das Naturschutzgebiet liegt südlich von Holzminden im Nordwesten des Solling innerhalb des Naturparks Solling-Vogler und stellt einen Eichen-Buchenbestand unter Schutz, der als Hutewald angelegt wurde. Das Gebiet zeichnet sich durch einen hohen Anteil an Alt- und Totholz aus.
Im südlichen Bereich des Naturschutzgebietes ist die frühere Nutzung als Hutewald noch deutlich zu erkennen. Dieser Bereich ist durch alte Eichen geprägt, an denen das alte Pflanzraster noch abgelesen werden kann. Die nach dem Ende der Hutenutzung einsetzende natürliche Entwicklung zum Hainsimsen-Buchenwald ist durch das Entfernen der Buche verhindert worden. Dieser Bereich soll als ehemaliger Hutewald erkennbar bleiben.
Im nach Norden anschließenden Bereich des Naturschutzgebietes hat sich nach dem Ende der forstwirtschaftlichen Nutzung in der ersten Hälfte des 20. Jahrhunderts ein Hainsimsen-Buchenwald entwickelt. Dieser wird seiner natürlichen Entwicklung überlassen.